# 哈德斯菲尔德大学

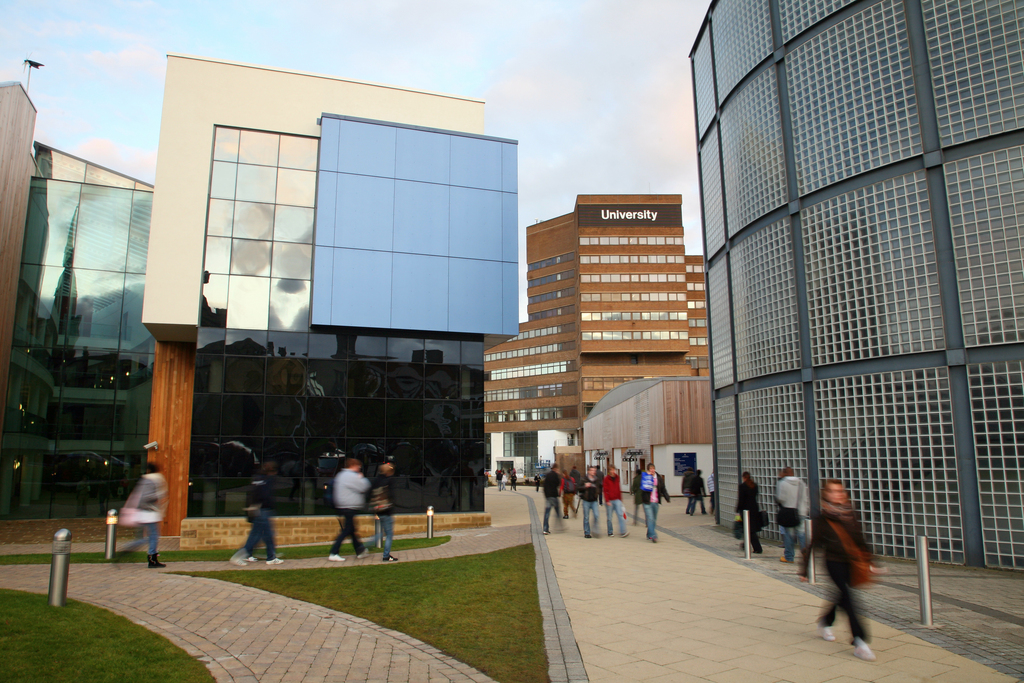
王后門校區一景

哈德斯菲尔德大学（英語：University of Huddersfield）是位於英格蘭西約克郡的一所大學，建校時間可追溯到1841年，自1992年起正式确立为大学。具有长期开设优质课程、面向职业或求职目标的传统。
紧邻哈德斯菲尔德市中心，地处利兹、曼彻斯特以及谢菲尔德三座大学城构成的三角区的中间位置，距离其中每一座大学城均为20英里左右。乘坐火车从这里去往伦敦仅需大约两个小时，乘坐汽车需要大约三个小时。这座城市素以气氛友善、社区关系密切而闻名。校园毗邻本镇主要的购物场所，校内现代化建筑与十九世纪的交相辉映，哈德斯菲尔德窄运河流经校园。昔日的工厂经改建成为吸引人的高技术教学大楼，它们沿运河矗立。
哈德斯菲尔德大学在2005年、2006年以及2007年中的全英大学生对学校满意度的调查中都获得高分。哈德斯菲尔德大学在众多领域上的研究都享有国际声誉。其精密技术研究中心是全英公认最好的，同时位于欧洲前三名之一。学校面向音乐学生开设的新声波研究实验室更为英格兰大学首创。大学正通过一些重要的新投入，包括任命20名新教授等，来进一步发展其科研及相关企业。

## 历史
大学历史可追溯到创建于1825年的科学和力学研究所。大事记:
- 1799年至1882年-创始人“Frederic Schwann”生卒
- 1841年至1844年-青年人思维进步社团成立
- 1844年至1884年-力学学会成立
- 1846年至1883年-女性教育学校成立
- 1883年至1883年-新技术中学召开展览
- 1884年至1896年-技术中学和力学学会时期
- 1896年至1958年－技术中学和力学学会演变成专科学校时期
- 1958至1970年-专科学校演变为技术学院时期
- 1970至1992年-技术学院演变为哈德斯菲尔德理工学院时期
- 1992年至今-哈德斯菲尔德大学时期

## 院系
- 应用科学学院
- 艺术，设计和建筑学院
- 计算与工程学院
- 教育和职业发展学院
- 商学学院
- 人类与健康科学学院
- 音乐，人文和传媒学院

## 校区

### Queensgate 校区
Queensgate校区是哈德斯菲尔德大学的主校区，位于哈德斯菲尔德镇中心的东南部。在过去的10年，校区及相关设施的投资已超过七千万英镑，其中包括：
- 伴随100万英镑的翻新工程的完成，学生中心于2007年11月正式投入使用。该中心使学生获得了一站式的支持服务-电脑，图书馆，就业以及各种社会福利支援。
- 造价4百万的学生会建筑于2005年开放，并提供各种社交，休闲和零售设施。
- 在重新装修的Milton建筑中，新增的戏剧院设施在2005对外开放。

创新艺术大厦在2008年完成，设有一个演奏厅，声电研究工作室，新的艺术与设计工作室和现场录音设施。英国女王和爱丁堡公爵于2007年5月亲临大学并为创新艺术大厦奠基。

### Oldham校区
Oldham校区位于大曼彻斯特的奥尔德姆市，在2005年5月开放。　校园设施齐全，包括艺术工作室，多媒体室，戏剧工作室，阅览室，科技设施和学习资源中心。目前， 投资500万英镑的大学中心第二阶段工程正在进行中。新大楼将容纳包括建筑，建筑科技及室内设计、表演、剧场技术、多媒体和新闻等各专业，2006年11月伊丽莎白女王音乐厅举行了第一届毕业典礼。

### Barnsley校区
巴恩斯利校区，位于南约克郡的巴恩斯利，于2005年投入使用。校区提供专业设施，如音乐，艺术和设计，新闻学和媒体创作等。资讯科技设施包括全覆盖的无线系统，视频会议，网络设备和数字行业工作室套装 。第一届毕业典礼于2006年11月在巴恩斯利市政厅大楼举行。哈德斯菲尔德大学名誉校长Patrick Stewart亲临现场，Darren Gough被授予名誉学位。

## 预科国际学习中心
国际学习中心位于哈德斯菲尔德大学的Brunswick大楼内，只要完成国际学习中心的预科课程就可以升读哈德斯菲尔德大学的本科学位。国际学习中心提供两个专业方向的预科，商务法律和社会研究方向，工程，计算机和科学等。两个专业方向的预科都衔接超过40个专业的本科学位课程。
在2009年的哈德斯菲尔德大学国际学习中心新增了艺术设计预科,其分为三个领域：艺术与设计，媒体及社会科学,音乐。这个项目将在利用翻新的米尔顿中心以及新艺术创作等重要设施。这表明了哈德斯菲尔德大学作为一个优秀创作艺术教育中心而发展的承诺。
另外该学习中心还提供硕士预科课程，衔接商科，艺术设计，社会科学，计算机等硕士学位，　其中商科还含盖电子营销，电子商务，电子政务，国际营销等前沿领域。

## 排名和声誉

### 学生满意度与教学质量
哈德斯菲尔德大学在2005、2006以及2007年的全英高校学生关于大学满意度的调查中，连续三年获得高分。在2007年英国高等教育市场研究机构Opinion panel的调查中，哈德斯菲尔德大学在高质量师资和授课方面，在所有约克郡大学中并列第一。

### 大学排名
哈德斯菲尔德大学排名在全英位於中游。

### 环保先锋
人类与地球绿色联盟
哈德斯菲尔德大学在人类与地球绿色排行中提升了63位，位列第8位，在所有大学中是上升最快的。尽管2007年在该排行中位列第72位，他还是所有英国大学中二氧化碳排放率第二低的。此次在英国大学中绿色排名中上升至第8位，得益于采取的绿色环保措施，包括使用在制冷系统中使用运河水和连续低的碳排放量（比2007年降低13%），以及采取的重点提高循环利用水平以及引入的雨水收集系统。

## 学生住宿
Storthes Hall Park,是专门建设的学生公寓区，原先这里是个精神病院。这里基本上是完全推倒后重建成现在的学生公寓，于1995年投入使用。Storthes Hall离主校区4.5英里远的乡间。早上8点至23：30，有公共汽车连接Storthes Hall和学校主校区（所有公共汽车18：00前对本地居民免费）。然而在学校拥有所有权时（2003年以前），该公共汽车服务到凌晨2点，为夜间外出的学生提供了安全的交通方式。
Ashenhurst House则离主校区很近，只能容纳不足300人，住宿的学生比storthes Hall少很多。Ashenhurst House刚重新装修并修理了通风窗户，门以及损坏的厨房电器和地毯等。 Ashenhurst House提供4室和8室的居住类型，公用厨房和洗衣间。每个房屋有共用的两个卫生间，两个淋浴间和一个浴盆。Ashenhurst House拥有24小时监控设备，整个居住区有一个电视房，一个洗衣/干衣设施共用。 Ashenhurst House与Storthes Hall原归学校所有，但均于2003年售于Ubrique投资公司。
经过扩建，Storthes Hall形成了包括High Green, Jenkison和Slade几个区域在内的几个小区。一套公寓房通常由8个混合房间或者和单性别房间组成。通常每个小区包括分布于4层的8套公寓组成。经过发展这里成为了真正的学生村，一年级新生一入校就可以遇到许多新朋友。Storthes hall这个地方面积较大，目前差不多仅有一半的面积开发成学生公寓。原来医院的一些遗迹还存留在没有开发区域的尾端。在最早的两栋宿舍里有学生酒吧和接待处。其他设施包括草皮足球场，商店和洗衣房。
在哈德斯菲尔德另外还有其他4个学生居住区：Aspley Hall和Little Aspley Hall座落于Firth Street，由Opal公司所有并运营（根据2013年三月的消息opal倒闭了放弃了aspley hall，貌似现在归crm-student管了）。座落于Firth路的Firth Point公寓和“雪岛”由Unite公司提供。Firth Point和雪岛都提供内含卫生间的房间和7天24小时的接待和维修服务。网络和水电气费用均包含在房租中，他们十分方便而且价格适中。08/09学期，他们都有提供短期租住的房间。以上所有设施都位于哈德斯菲尔德镇中心，就在学校对面。

## 体育
大学约20个不同体育项目，以下是目前最受欢迎的几个项目:

### 橄榄球联盟
橄榄球联盟队是大学一个最成功的体育社团，教练为 Josh Cammiss ，场馆设在布拉德福公园球场。社团是目克郡杯拥有者，并在最近5年的西约克郡大学联赛当中战胜布拉德福德夺得锦标。哈德斯菲尔德大学队是橄榄球联赛的队名，在07-08年赛季当中只输了一场比赛并成功夺魁。　

### 美式足球：哈德斯菲尔德老鹰队
哈德斯菲尔德大学老鹰美式足球球队，成立于2006年6月。2007-08赛季参加了英国大学美式足球联赛球队。他们完成了首届联赛的0-8纪录。

### 篮球：哈德斯菲尔德热浪队
哈德斯菲尔德热浪队是该大学的篮球队。每周三会对垒来自英国大学蓝球联赛的其它大学的队伍。

### 冰球：哈德斯菲尔德冰鹰队
哈德斯菲尔德队冰鹰队是该大学的冰球队。冰鹰队目前参加了英国大学冰球联盟北方第二分区的比拼。其主场在布拉德福德冰球场。

## 学生会
学生会大楼过去是维多利亚风格的米尔顿厅，早前是united reformed教堂（现在是音乐，人文和媒体学院的一部分）。尽管这座大楼存在着些问题，尤其是供热系统加上由此带来的一系列问题，导致了该建筑停止使用。但学生会确实继续以米尔顿厅为基地，只不过屈于这栋建筑的一角。
虽经过一些延迟之后，新的学生会大楼已于2004年开始动工。米尔顿厅于2004年12月停用，之后它改建为剧场和表演区。
2005年1月，新的耗资4百万英镑专门建设的学生会大楼正式启用，座落于Harold Wilson大楼后面。新的学生会大楼提供了众多的社交，休闲和零售设施分布于2个楼层。2005年11月，名誉校长Patrick Stewart在毕业周之际亲临学生会大楼，参与了于学生们的现场问答环节。
哈德斯菲尔德大学的学生会比其他的学生会少了些政治味道。然而，最近也有为争取周三下午运动与社交设施免费举行的宣传活动，反响不错。学生报纸“哈德斯菲尔德学生”全年刊印8期。

## 毕业典礼
按照惯例，学校毕业典礼一般在每年10月和11月举行。但这为期望参加典礼但已离校的毕业学员，带来了高昂旅行费用以及可能的住宿费用等诸多不便。同时届时一些学员已经全职工作，参加典礼也会占用他们的假期时间。 为此，从2008年开始，毕业典礼将在夏季举行。